# NGC 2894
NGC 2894 je galaksija u zviježđu Lavu.

## Vanjske poveznice
- SEDS: NGC 2894